# Casertana Football Club
Pour les articles homonymes, voir Caserta (homonymie).
Maillots
Actualités
Le Casertana Football Club est le principal club de football de la ville de Caserte, en Campanie.

## Historique
Fondé en 1908, le club a plusieurs fois participé à la Serie C et a disputé deux saisons en Serie B (en 1970-1971 et en 1991-1992). 
Ses couleurs sont rouge et bleu tandis que le symbole de la société est un petit faucon.

## Changements de nom
- 1908-1912 : Robur Foot Ball Club
- 1912-1921 : Unione Sportiva Volturno
- 1921-1924 : Associazione Sportiva Ausonia
- 1924-1926 : Unione Sportiva Casertana
- 1926-1927 : USF Casertana
- 1928-1930 : Gruppo Sportivo Pro Caserta
- 1930-1932 : Associazione Sportiva Caserta
- 1936-1937 : Associazione Calcio Caserta
- 1937-1993 : Unione Sportiva Casertana
- 1993-2005 : Casertana Football Club
- 2005-2006 : Rinascita Falchi Rossoblù
- 2006-2008 : Caserta Calcio
- 2008-2011 : Unione Sportiva Casertana 1908
- 2011- : Casertana Football Club

## Joueurs emblématiques
- Luca Bucci
- Benito Carbone
- Gianluca Grava
- Fabrizio Ravanelli
- Francesco Statuto